# Кеннеди, Патрик (1823—1858)
Патрик Кеннеди (16 февраля 1823, Уэксфорд, Ирландия  — 22 ноября 1858, Бостон, Массачусетс) — американский предприниматель ирландского происхождения. Отец Патрика Джозефа Кеннеди (1858—1929) и прадед 35-го президента США, Джона Кеннеди (1917—1963).

## Биография
Патрик Кеннеди родился 16 февраля 1823 года. Он был третьим сыном Патрика Джеймса Кеннеди (1770—1835/1840) и его супруги Мэри (1779—1836). У него были два старших брата и сестра: Джон (1804—1864), Джеймс (1816—1881) и Мэри.
Когда Патрик Кеннеди достиг совершеннолетия, его отец больше не руководил фермой, хотя и был ещё жив. Вместо него фермой руководил старший брат Патрика, Джон.
Понимая, что он младший сын в семье и у него мало шансов унаследовать ферму, а также из-за начала голода в Ирландии, он решил эмигрировать в США. Ему было 26 лет, когда он покинул Ирландию.
Он прибыл в Бостон 22 апреля 1849 года после долгого пути. Ему повезло, поскольку его старый друг Патрик Бэррон, который уже некоторое время жил в США и уже интегрировался, помог молодому Патрику Кеннеди обосноваться в стране и найти работу. Он работал бондарем.
Умер от холеры.

## Личная жизнь
Уже в 26 сентября того же года, он обвенчался со своей невестой Бриджит Мерфи (1824—1888) в церкви Святейшего Искупителя. Бриджит была двоюродной сестрой Патрика Бэррона. Религиозную церемонию провел отец Джон Уильямс. В браке родилось 5 детей:
- Мэри Л. Кеннеди (6 августа 1851 — 7 марта 1926), была замужем за Лоренцом М. Каном (1858—1905). 5 детей.
- Джоанна Л. Кеннеди (18 июля 1855 — 23 февраля 1926), с 22 февраля 1872 года замужем за Хамфри Чарльзом Махони (1847—1928). 8 детей.
- Джон Кеннеди (4 января 1854 — 24 сентября 1855), умер от холеры.
- Маргарет М. Кеннеди (18 июля 1855 — 2 апреля 1929), с 21 февраля 1882 года замужем за Джоном Томасом Колфилдом (1861—1937). 8 детей.
- Патрик Джозеф Кеннеди (14 января 1858 — 18 мая 1929), сенатор от штата Массачусетс (1884—1895).

## Смерть
Патрик Кеннеди умер 22 ноября 1858 года от холеры в возрасте 35 лет. Он был похоронен на Кембриджском кладбище, в Миддлсексе. Он умер ровно за 105 лет до убийства своего правнука Джона Кеннеди.